# العهد (فلم 2023)
فيلم جاي ريتشي العهد  (أو ببساطة ، العهد ) هو فيلم حركة وإثارة شارك في كتابته وإنتاجه وإخراجه جاي ريتشي وبطولة جيك جيلنهال ودار سليم. صدر في السينما في الولايات المتحدة في 21 أبريل 2023.

## الممثلون
- جيك جيلنهال في دور الرقيب جون كينلي
- دار سالم في دور أحمد
- الكسندر لودفيج
- أنتوني ستار
- جايسون وونغ
- جوني لي ميلر
- بوبي سكوفيلد
- شون ساجار
- سينا بارفانيه
- إميلي بيتشام
- سايروس خودافيسي
- كريستيان أوتشوا

## إنتاج
أُعلن في أكتوبر 2021 أن جيك جيلينهال تم اختياره للتمثيل في الفيلم، وسيقوم بإخراجهه جاي ريتشي، وسيتشارك في كتابته مع إيفان أتكينسون ومارن ديفيز. في كانون الثاني (يناير) 2022 ، اشترت شركة Metro-Goldwyn-Mayer حقوق التوزيع الأمريكية للفيلم، وتخطط لتوزيعه عبر مشروعهم المشترك United Artists Releasing، بينما شاركت STXfilms في تمويل الفيلم وإدارة المبيعات الدولية ، حصلت خدمة Amazon Prime Video على حقوق التوزيع لأوروبا، أستراليا وكندا وأمريكا اللاتينية وجنوب إفريقيا، بالإضافة إلى حقوق البث بعد المسرح في الولايات المتحدة.
بدأ التصوير في فبراير 2022 في أليكانتي بإسبانيا ، مع انضمام دار سالم وألكسندر لودفيج وأنتوني ستار وجيسون وونج وبوبي سكوفيلد وشون ساجار وكريستيان أوتشوا وإميلي بيتشام إلى الطاقم. كان عنوان الفيلم في البداية The Interpreter، وكشف ريتشي في ديسمبر 2022 أن العنوان قد تم تغييره إلى العهد.

## الإصدار
تم عرض الفيلم في الولايات المتحدة في 21 أبريل 2023 بواسطة United Artists Releasing وعلى الصعيد الدولي بواسطة Amazon Prime Video .

## روابط خارجية
- العهد  في قاعدة بيانات الأفلام على الإنترنت (بالإنجليزية)